# اورست کیپرنسکی
اورست کیپرنسکی (روسی: Орест Адамович Кипренский) نقاش پرتره روسی عصر رمانتیسیسم بود. معروف‌ترین اثر وی پرتره الکساندر پوشکین می‌باشد.

## نگارخانه

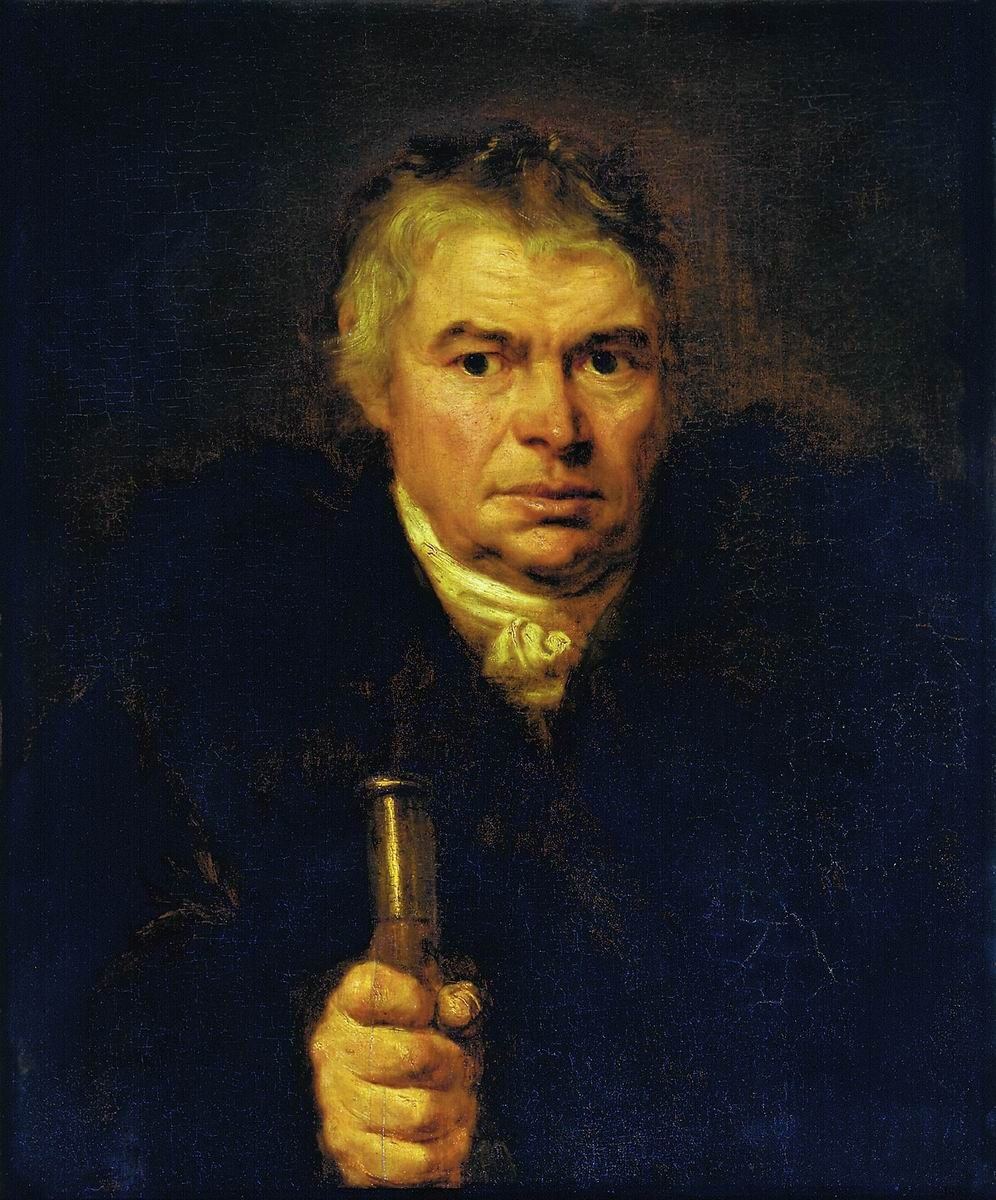
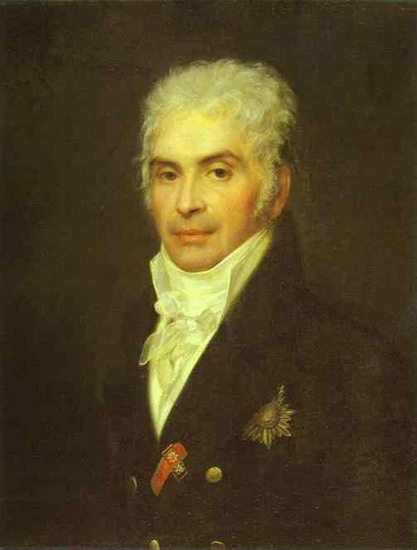
شاهزاده اسچرباتوف
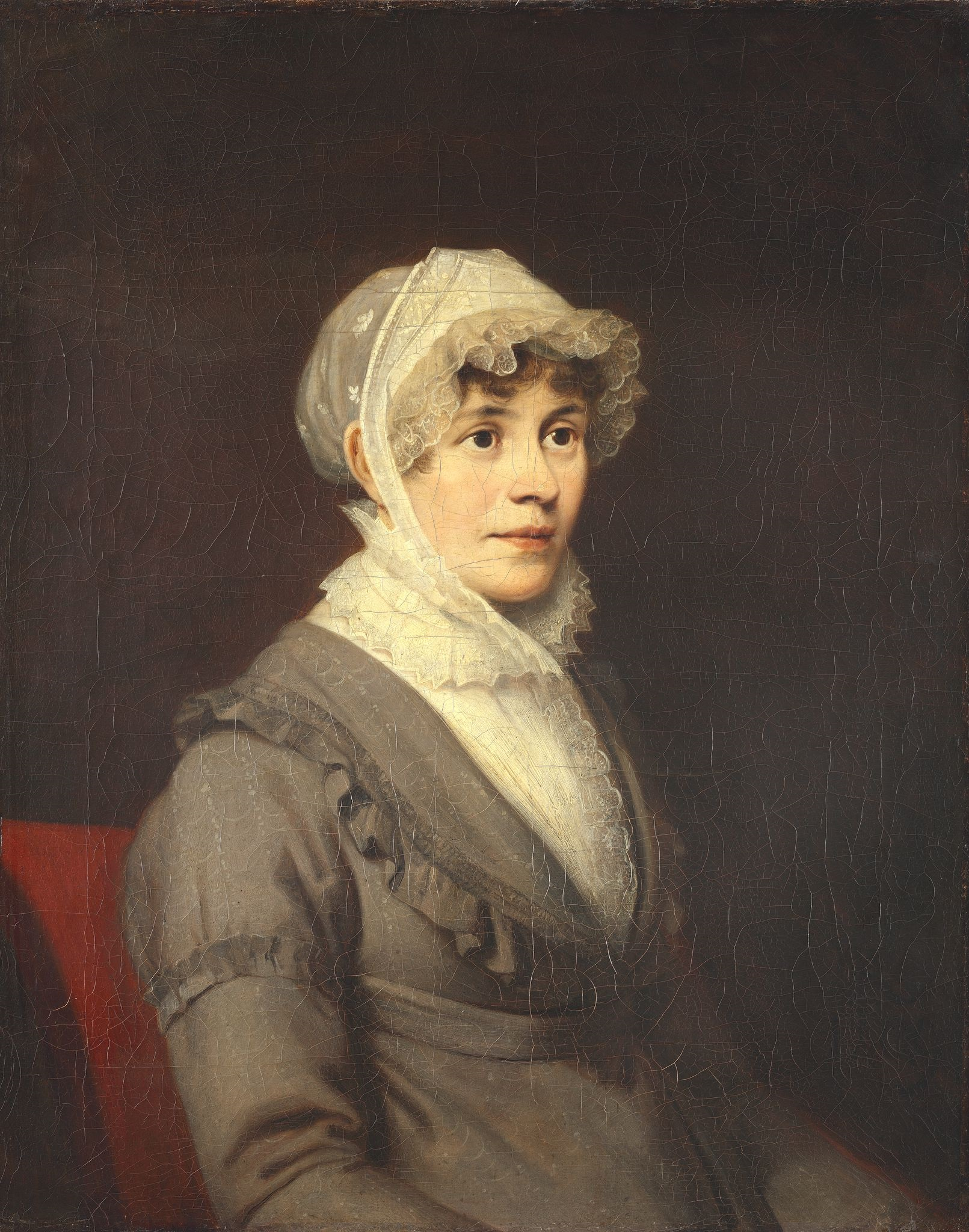
کنتس روستوپچینا
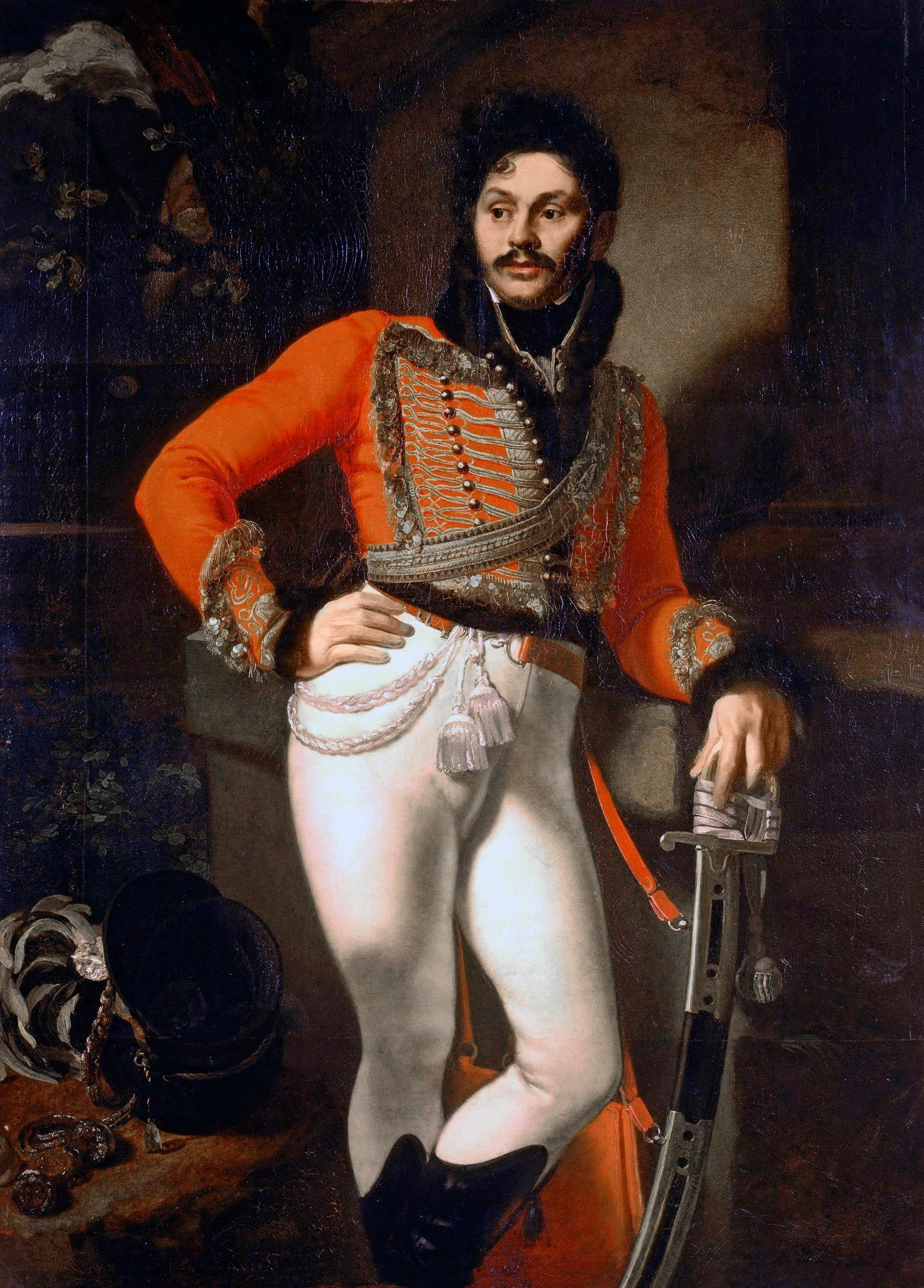
یوگراف داویدف
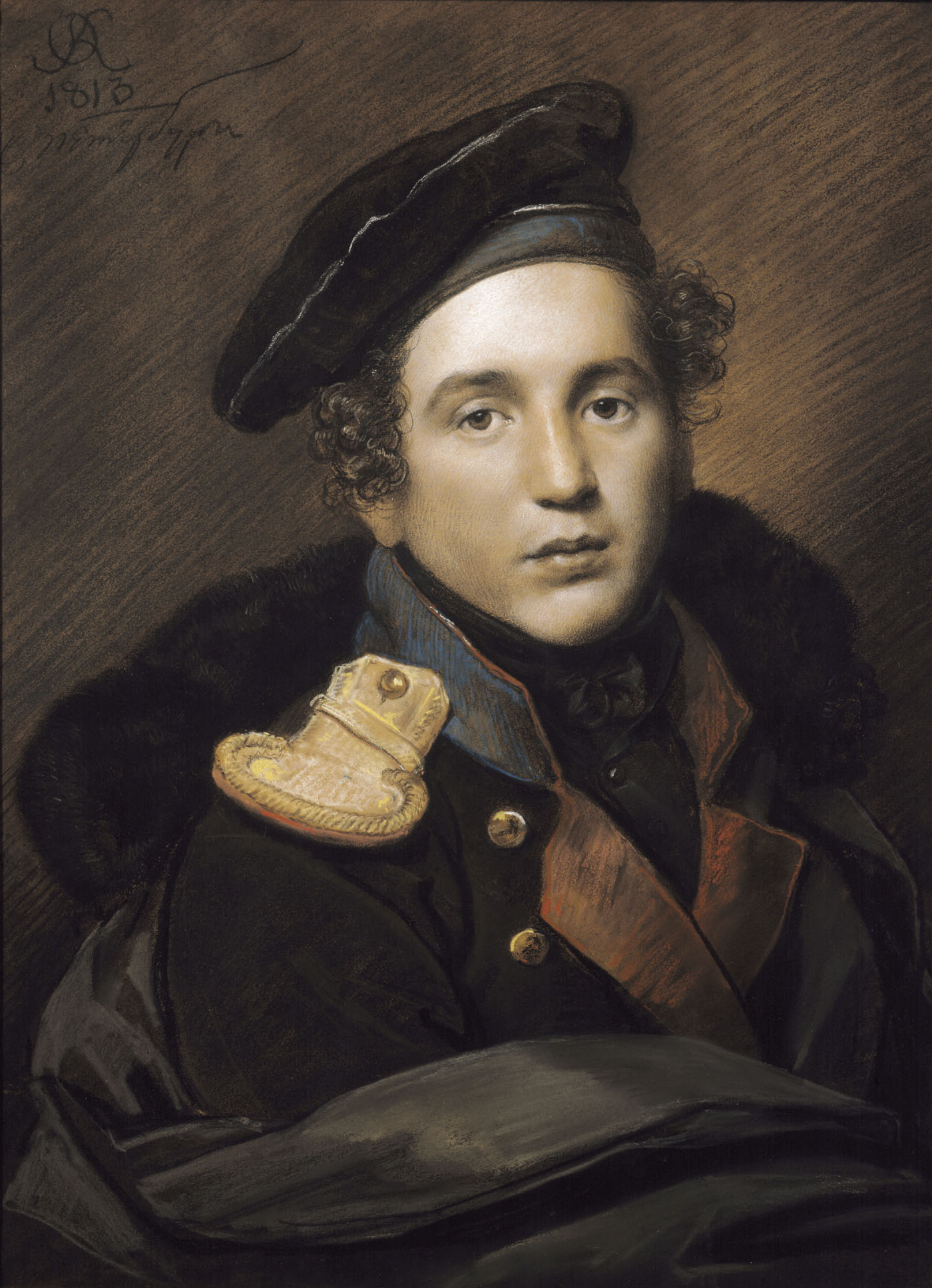
پیوتر اولنین
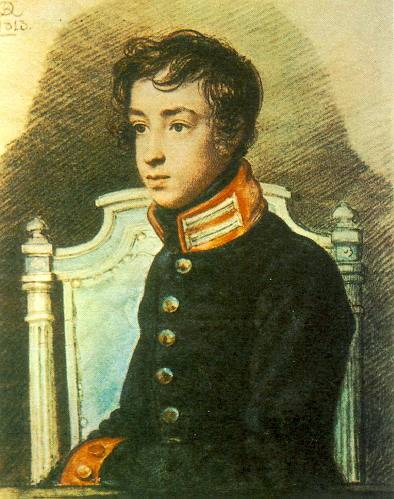
باکونین
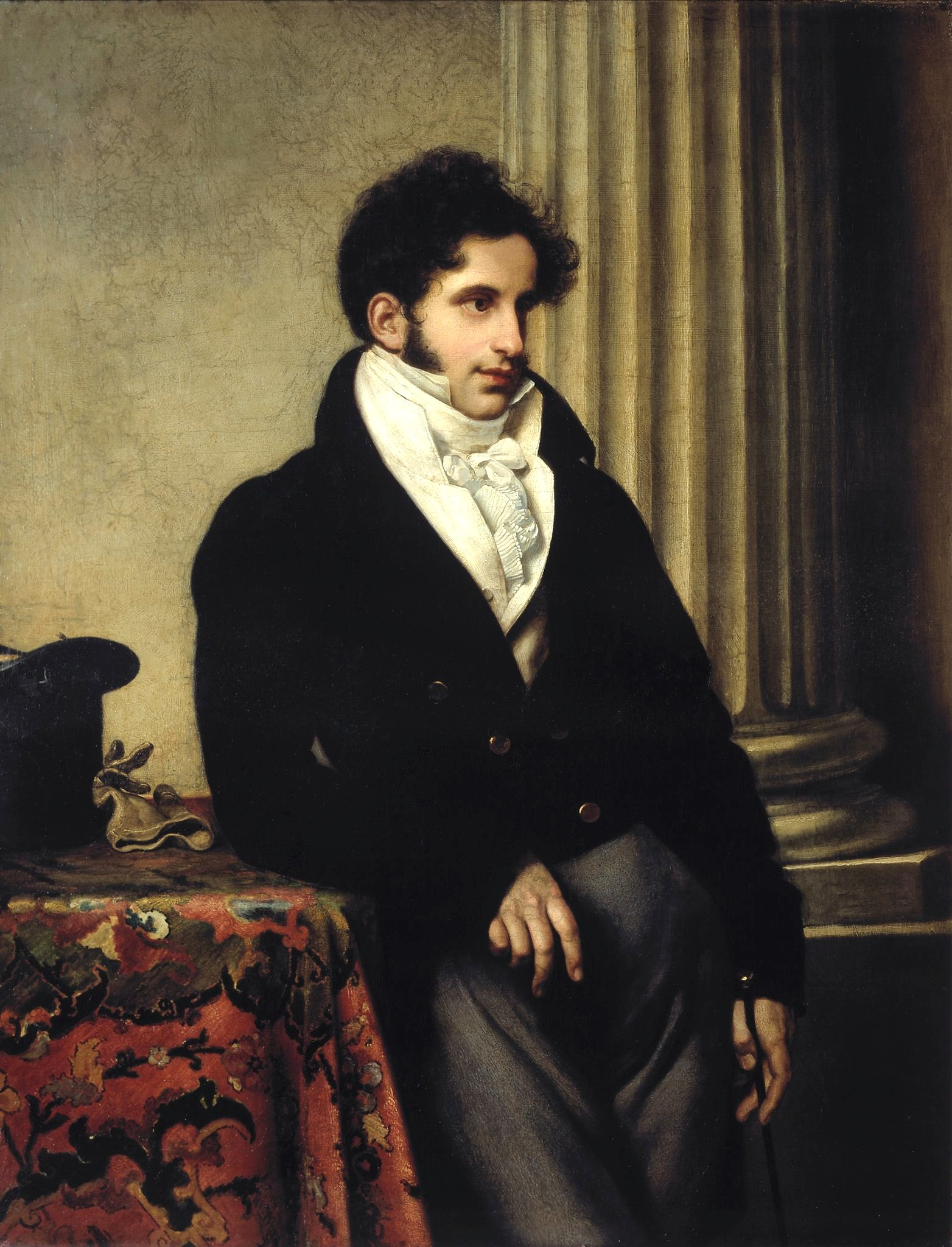
سرگئی اوواروف
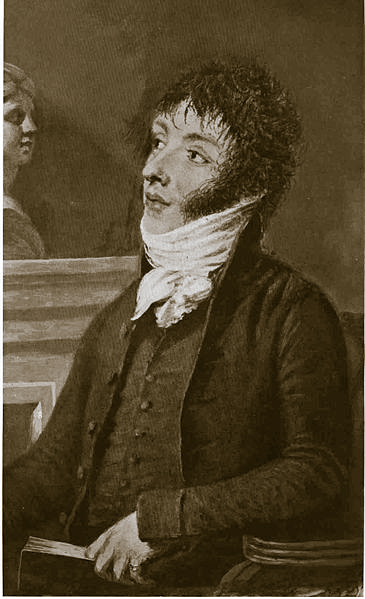
کنستانتین باتیوشکوف
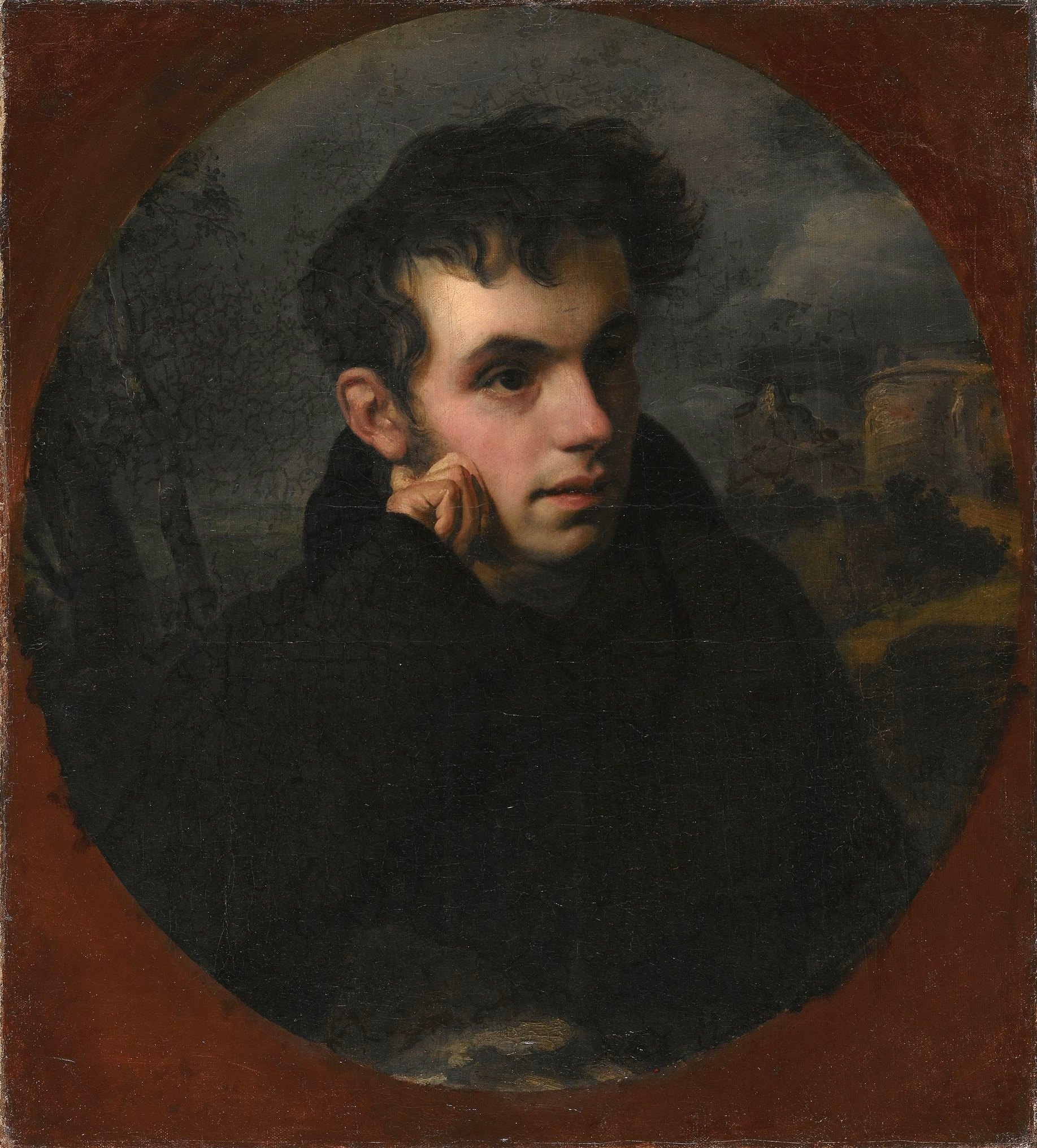
واسیلی ژوکوفسکی
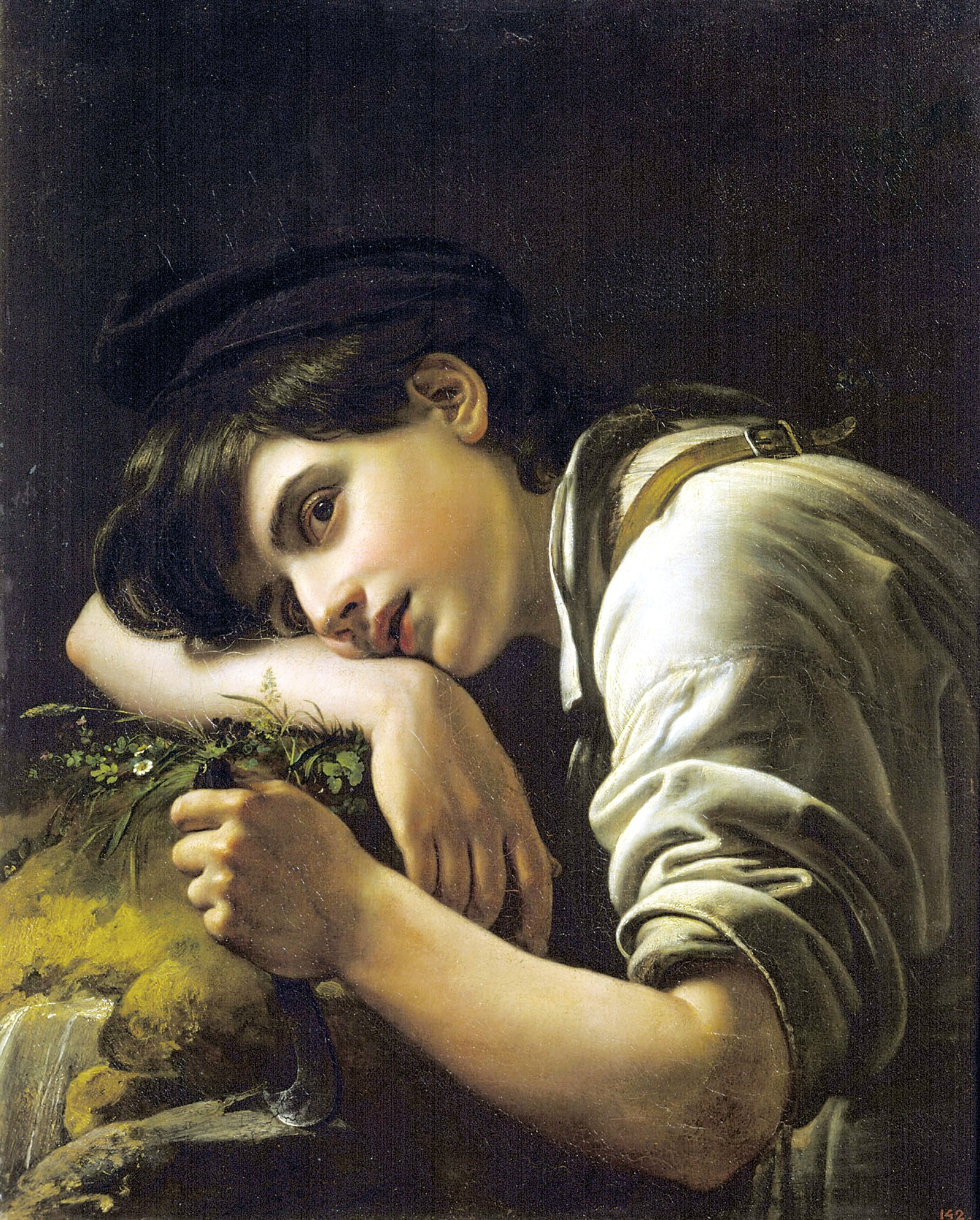
باغبان جوان
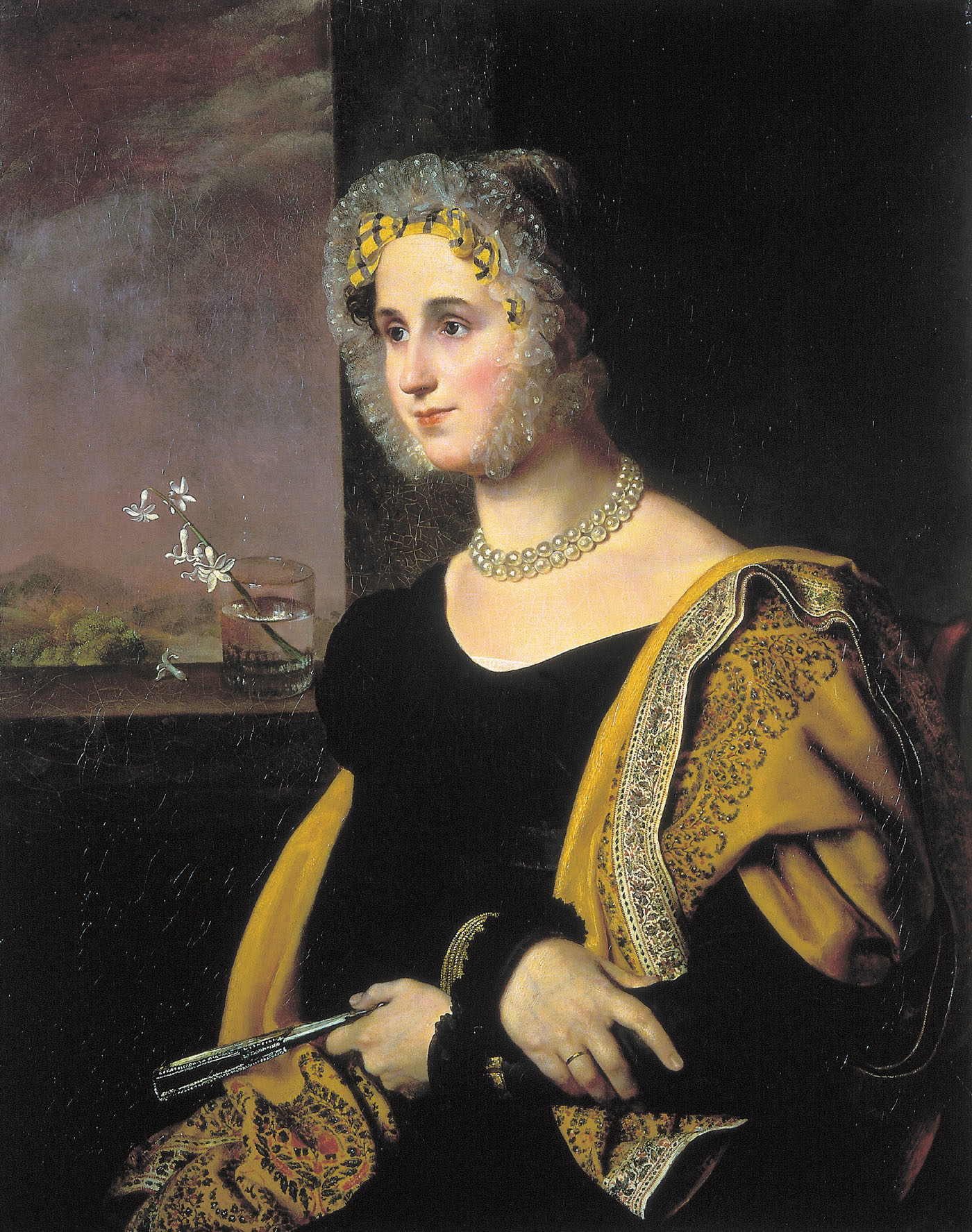
اکاترینا آودولینا
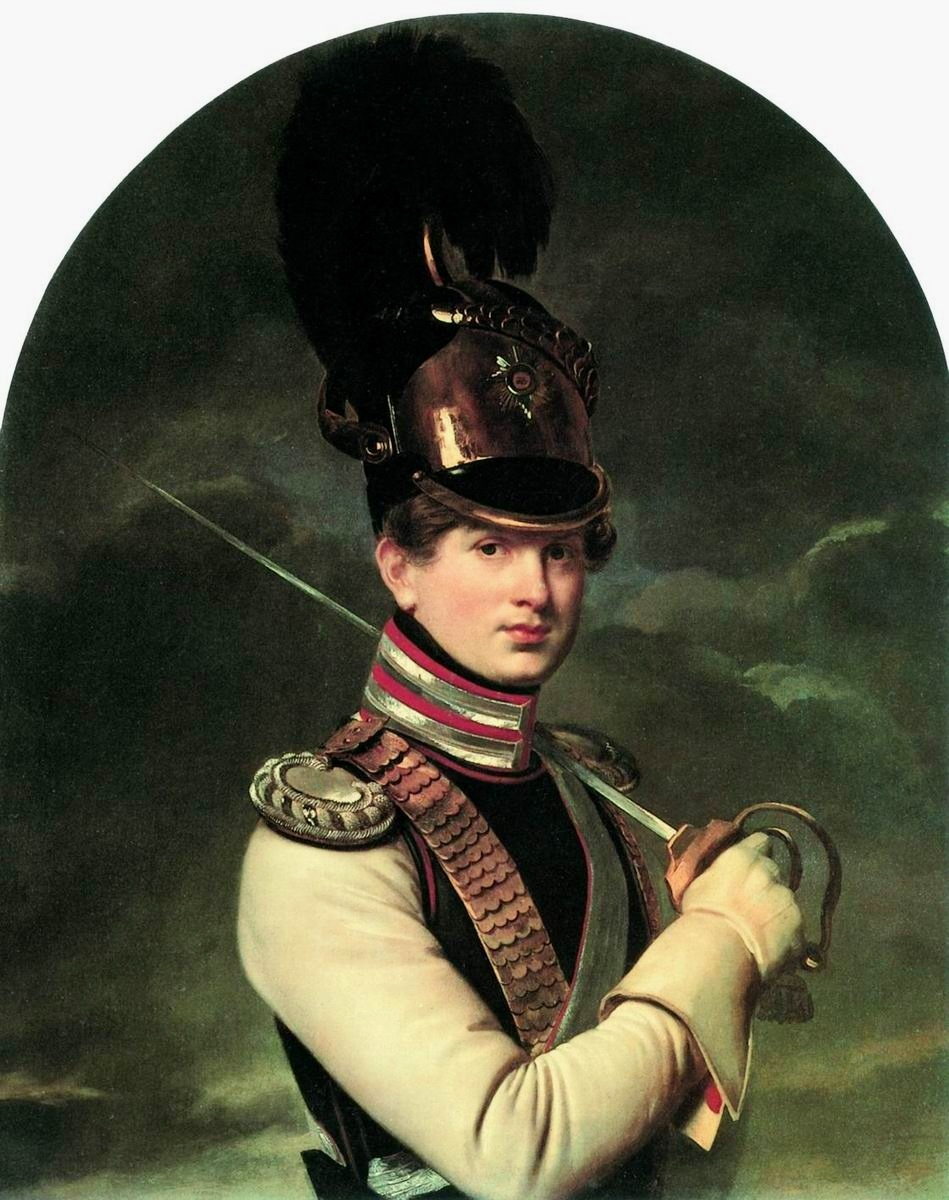
شاهزاده تروبتسکوی
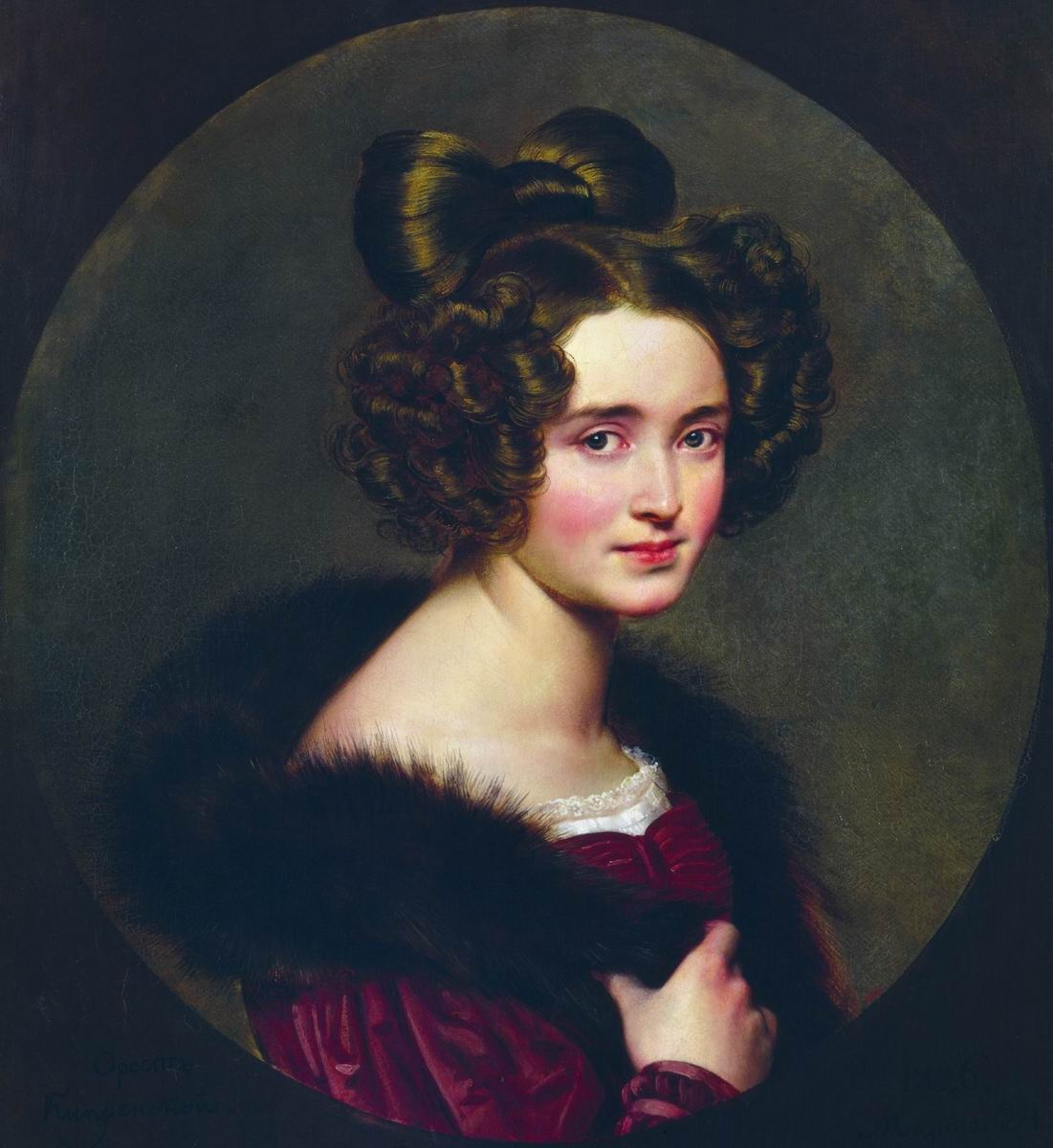
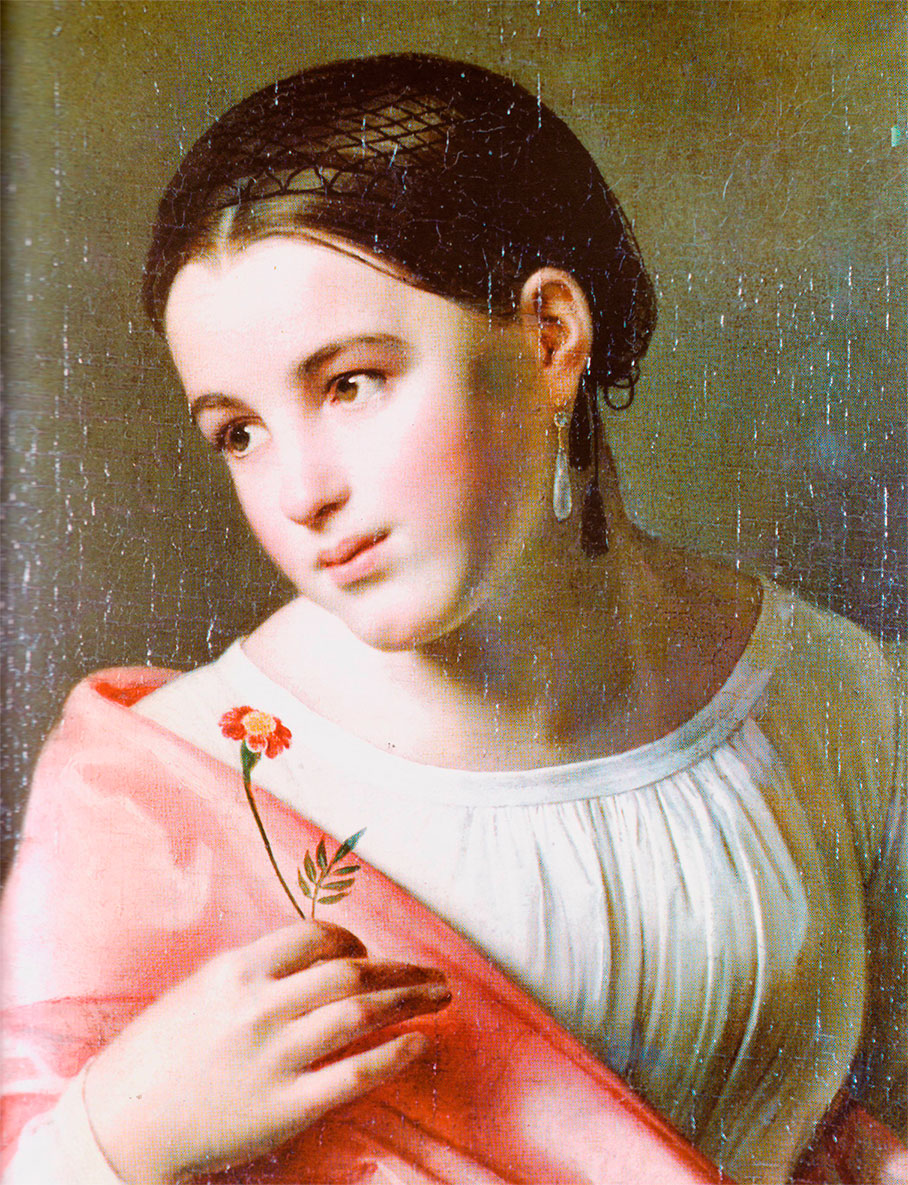
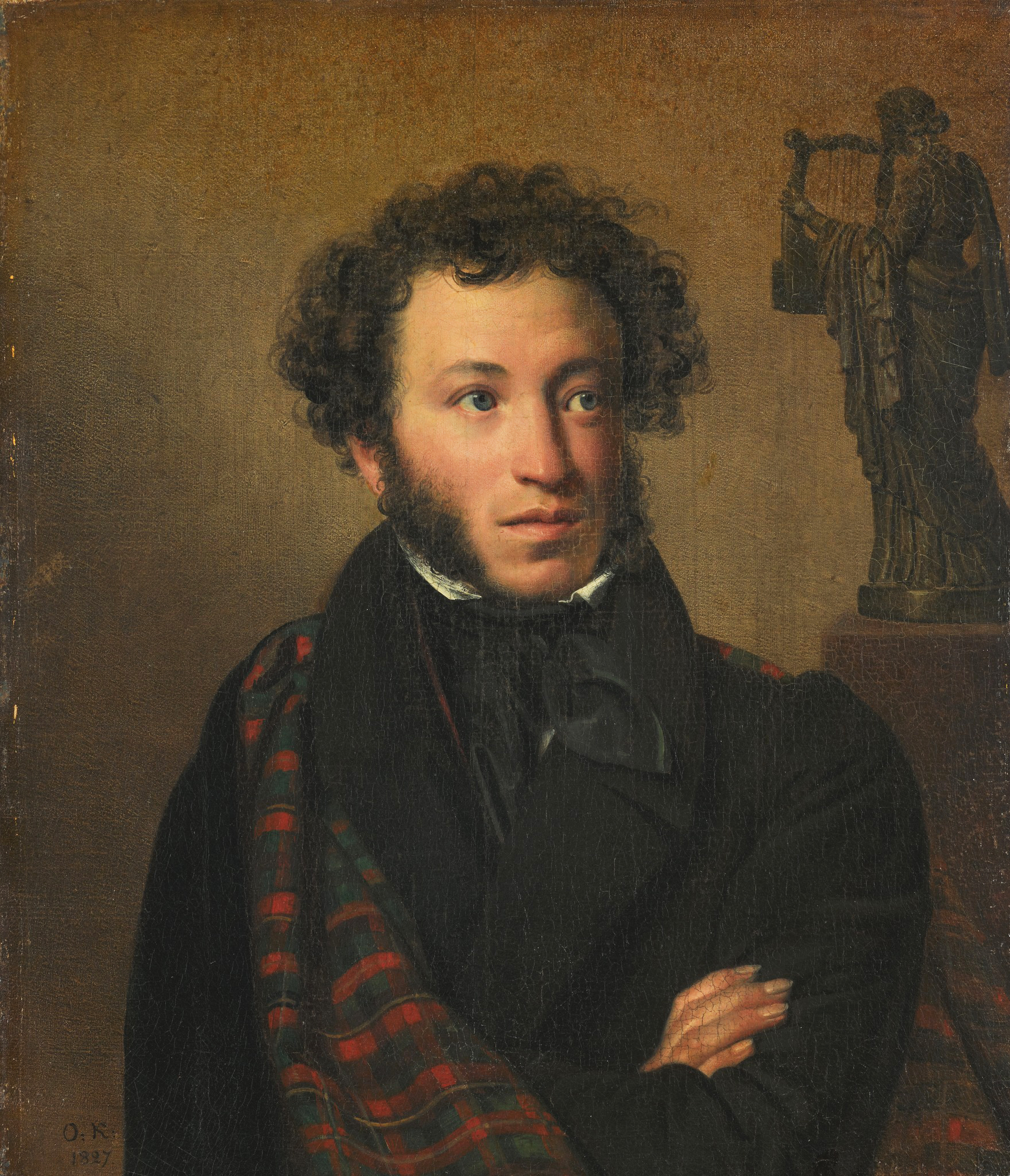
الکساندر پوشکین
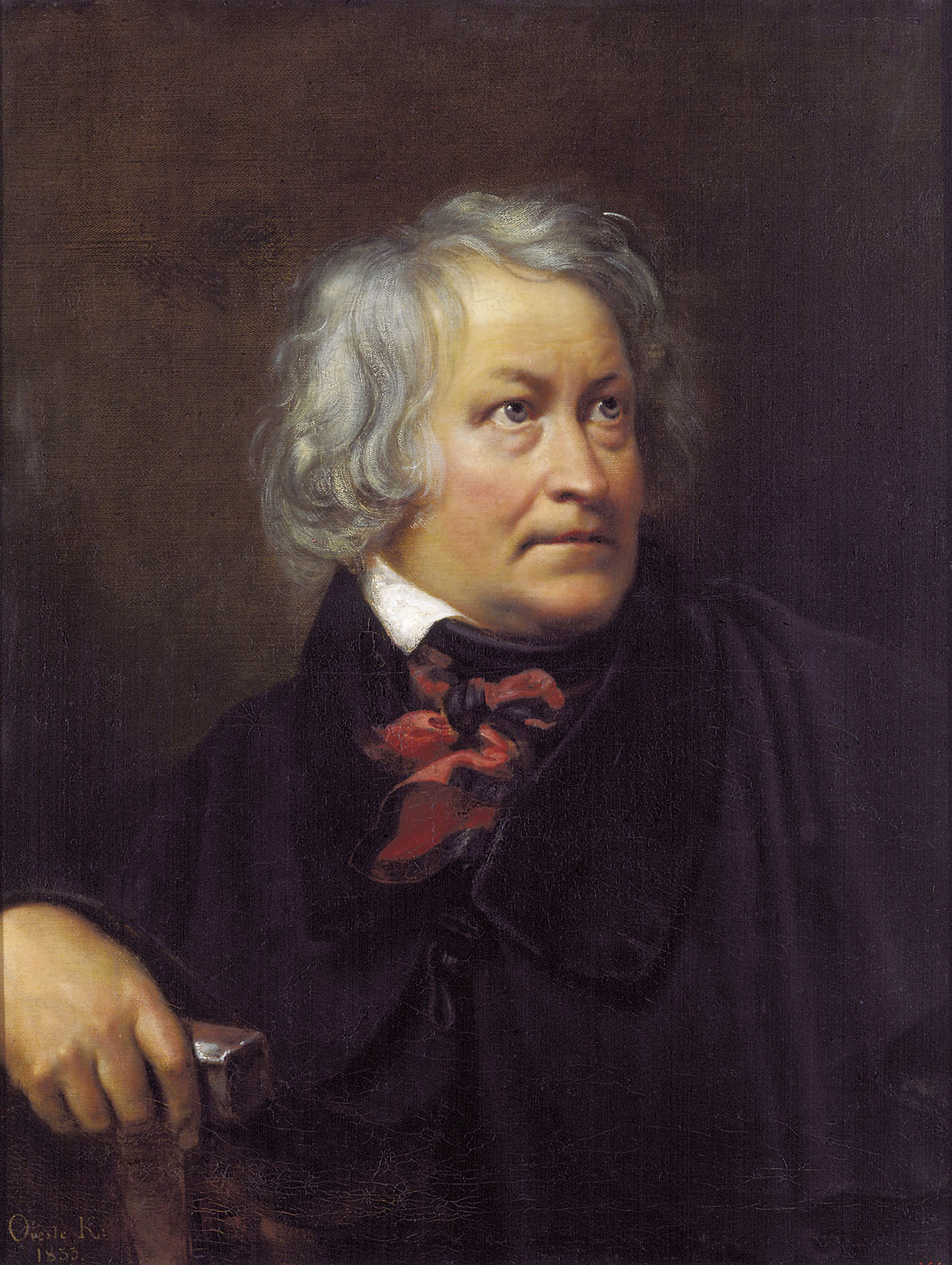
برتل توروالدسن